# Industrijska geografija
Industrijska geografija dio je ekonomske geografije koji proučava industrijski razvoj s prostornog aspekta, a pritom se posebno fokusira na lokaciju i distribuciju sirovina i proizvoda u geoprostoru. Industrijska geografija ponekad se naziva geografijom sekundarnih djelatnosti, a u središtu interesa je sam pojam industrijske revolucije, njena vremenska i geografska dimenzija, etape industrijskog razvoja, te socijalno-geografski procesi koji su potaknuli industrijski razvoj. Radi lakšeg pregleda industrijske razvijenosti određenih dijelova Zemlje, industrijska geografija dijeli svijet na nekoliko glavnih industrijskih regija promatrajući u svakoj od njih prostornu dimenziju industrijalizacije.
Industrijska geografija ima posebnu važnost u ekonomskoj geografiji jer proučava industriju koja se smatra bazom na kojoj počivaju sve regionalne ekonomije. Objašnjenja industrijskih obrazaca mogu se temeljiti na lokacijskoj teoriji i na modelima troškova kao predominantnog lokacijskog faktora. Ostali pristupi unutar ovog područja bave se prirodom donošenja odluka i razumijevanjem promjena; gdje se i zašto neke regije razvijaju dok druga područja poput gradova u unutrašnjosti i zabačenih područja zaostaju u razvoju. Odgovorom na ovakva pitanja mogu se razraditi strategije radi pomaganja problematičnim industrijskim područjima i nerazvijenim zemljama.

## Poveznice
- Industrijalizacija
- Ekonomska geografija